# 66 Pułk Piechoty (Imperium Rosyjskie)

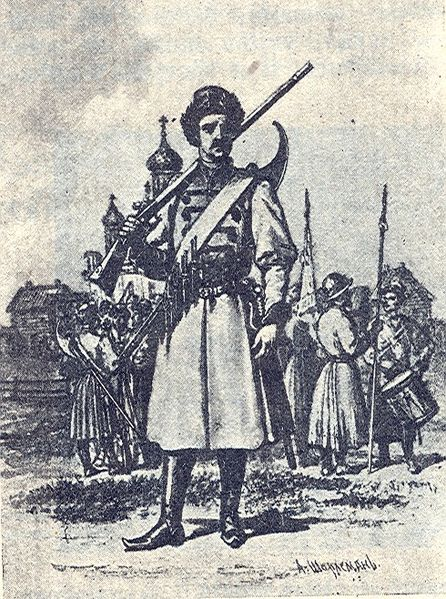
Żołnierz pułku butyrskiego (czasy Piotra I)

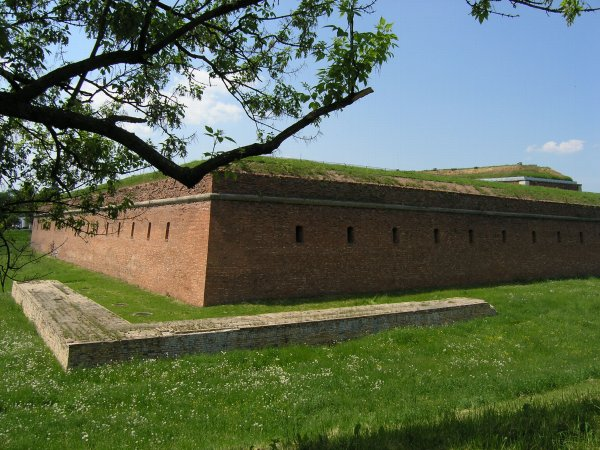
Ocalałe fragmenty fortyfikacji Zamościa (Bastion VII)

66 Butyrski pułk piechoty Generała Dochturowa (ros. 66-й пехотный Бутырский генерала Дохтурова полк) – pułk piechoty okresu Imperium Rosyjskiego. 

## Charakterystyka
Sformowany 29 listopada 1796 za panowania Pawła I. Stacjonował między innymi w m. Zamość.

 W przededniu I wojny światowej pułk etatowo posiadał cztery bataliony po cztery kompanie oraz kompanię tyłową. Kompania piechoty czasu wojny liczyła około 240 żołnierzy i 4–5 oficerów. Na szczeblu pułku występował także pododdział karabinów maszynowych (8 km), łączności (w tym 14 konnych gońców i 21 telefonistów) i zwiadowczy (64 zwiadowców, w tym 4 kolarzy). W sumie pułk liczył około 4000 żołnierzy.
Rozformowany w 1918.

## Podporządkowanie
Lipiec 1914:
- 19 Korpus Armijny – Brześć Litewski
  - 17 Dywizja Piechoty – Chełm
    - 1 Brygada Piechoty – Chełm
      - 66 Butyrski pułk piechoty – Zamość